# Electronics for Imaging
Electronics for Imaging, Inc.（EFI）是一家總部位於位于美国硅谷弗里蒙特的数字印刷技术公司，主要產品有Fiery打印服务器，这是一种光栅图像处理器。該公司由以色列商人埃菲·阿拉齐於1989年在舊金山創立。2015年7月1日，EFI通过收购意大利数字纺织品公司Reggiani Macchine，进軍纺织品印刷市场。2016年6月16日，EFI收购了3D设计软件提供商Optitex。